# Otroci socializma
Otroci socializma je slovenski novovalni rock/postpunk sastav iz Ljubljane. Djelovao je u prvoj polovici 1980-ih. Glazbeno su djelovali pod utjecajem punka i postpunka.
Članovi sastava bili su basist i menedžer Andrej Štritof, klavijaturist Andrija Pušić (brat Ramba Amadeusa, poslije svirao u alter rock-funk sastavu Na lepem prijazni), pjevač Brane Bitenc (pjevao u Berlinskom zidu), basist Dare Hočevar (dugo godina sesijski svirao za Laibach, bio je član Na lepem prijazni mutant, Carine i Sokola), gitarist Darko Bolha, bubnjar Iztok Turk (poslije osnovao i vodio Videosex, surađivao s Kuzleom, Rotorom, 300 000 Verschieden Krawalle i Germaniom, pionir elektronske glazbe u Sloveniji), bubnjar Roman Dečman.
Početne dane karijere napravili su u kultnom disko klubu FV-u.
U FV-u je djelovala Borghesia i Buldožer, zatim Čao Pičke, a kasnije Orkester Titanik, D'pravda, Otroci socializma, Gas't'rbajtr's (pozniji Demolition Group), Disciplina kičme, Videosex, O!kult i dr.
Objavili su 1982. punk album Otroci socializma Album je objavila Galerija ŠKUC izdaja (Študentski kulturni center) koja je objavila ploče Laibachu i punk sastavima kao što je Borghesia. 1986. objavili su svoj drugi album Kri pod etiketom FV Založbe. Album je bio funk, soul i rock, a pod utjecajem postpunka, punka i no wavea.
1998. im je Dallas Records objavio kompilacijski CD.
Sastavi kao Čao Pičke, Niet, Via Ofenziva, Berlinski zid, U.B.R., Šund, Kuzle,  Buldogi, Lublanski psi, Otroci socializma, Tožibabe, Indusbag,O!Kult, Odpadki Civilizacije, spadaju u kremu slovenskog punka.
Pjesma ovog sastava Vojak jedna je od najvećih hitova slovenskog punka.

## Vanjske poveznice
E-arhiv Produkcija: FV Video / Å kuc - Forum, 1983
Dokument živahnega subkulturnega dogajanja v Disku FV, zbirališču ljubljanske alternativne scene in prizorišču nastopov najbolj udarnih bendov tistega časa. Predstavljeni so bendi: O!Kult, Grč, Titanic, Via ofenziva, Gastarbajter's, Marcus 5, Borghesia, Otroci socializma, Čao pičke, Videosex in Gustaf i njegovi dobri duhovi.